# 오서원
오서원(Oh Seo-won , ? ~ )은 대한민국의 배우이다.

## 출연작품

### 영화
- 《1+1=6》 (2004년)
- 《라디오 스타》 (2006년) ... 간호사 역
- 《당신에게 일어날 수 있는 일》 (2006년)
- 《가문의 부활 - 가문의 영광 3》(2006년) ... 간호사 2 역
- 《시간》 (2006년) ... 싸움남의 연인 역
- 《그래서 넌 지금 괜찮은거니 》 (2006년) ... 여인 역
- 《행복》 (2007년) ... 약사 역
- 《용의주도 미스신》 (2007년) ... 혜정 역
- 《좋은 놈, 나쁜 놈, 이상한 놈》 (2008년) ... 1등칸 중국여인 역
- 《언원티드》 (2013년)
- 《소수의견》 (2015년) ... 남녀 앵커 역